# Tuhala-folyó
A Tuhala-folyó (észtül: Tuhala jõgi) Észtország északi részén található. A folyó a Mahtra-mocsárban ered és a Pirita-folyóba ömlik. Útja során 26 kilométert tesz meg és érinti Tuhala települést. A folyó vízgyűjtő területe 112 négyzetkilométert tesz ki.

## Fordítás
Ez a szócikk részben vagy egészben  a   Tuhala jõgi című eve Wikipédia-szócikk ezen változatának fordításán alapul.  Az eredeti cikk szerkesztőit annak laptörténete sorolja fel. Ez a jelzés csupán a megfogalmazás eredetét és a szerzői jogokat jelzi, nem szolgál a cikkben szereplő információk forrásmegjelöléseként.